# Somatochlora meridionalis
Somatochlora meridionalis – gatunek ważki z rodziny szklarkowatych (Corduliidae).